# HMS Faulknor (H62)
HMS Faulknor (H62) là chiếc soái hạm khu trục dẫn đầu lớp tàu khu trục F được Hải quân Hoàng gia Anh Quốc chế tạo vào đầu những năm 1930. Con tàu có một lịch sử hoạt động đặc biệt tích cực trong Chiến tranh Thế giới thứ hai, được tặng thưởng Vinh quang Chiến trận, và được xem là "Tàu khu trục siêng năng nhất Hạm đội". Nó là chiếc tàu đầu tiên đánh chìm một tàu ngầm U-boat Đức, tham gia Chiến dịch Na Uy, phục vụ cùng Lực lượng H tại Địa Trung Hải trong các đoàn tàu vận tải Malta, hộ tống các đoàn tàu vận tải Bắc Cực và vượt Đại Tây Dương cũng như tham gia các cuộc đổ bộ Sicily, Ý, Normandy và giải phóng quần đảo Channel. Nó được cho ngừng hoạt động và bán để tháo dỡ vào cuối năm 1945.

## Thiết kế và chế tạo
Faulknor được đặt hàng trong Chương trình Chế tạo Hải quân 1932. Nó được đặt lườn tại xưởng tàu của vào hãng Yarrows ở Scotstoun ngày 31 tháng 7 năm 1933; được hạ thủy vào ngày 12 tháng 6 năm 1934 như là chiếc tàu chiến thứ ba của Hải quân Hoàng gia mang cái tên này, và hoàn tất vào ngày 24 tháng 5 năm 1935 với phí tổn 271.886 Bảng Anh, không tính đến những thiết bị do Bộ Hải quân Anh cung cấp như vũ khí, đạn dược, thiết bị thông tin liên lạc.
Được dự định như là soái hạm chỉ huy chi hạm đội khu trục trong chương trình 1932, Faulknor được chế tạo theo thiết kế giống như Exmouth, soái hạm của E trong chương trình 1931, quay trở lại xu hướng chế tạo soái hạm khu trục lớn hơn những chiếc còn lại. Điểm khác biệt dễ thấy là việc bổ sung thêm một tháp pháo QF 4,7 inch giữa hai ống khói tại vị trí 'Q'. Nhìn chung, Faulknor chỉ hơi nhỉnh hơn một tàu khu trục lớp F thông thường về chiều dài, mạn thuyền và mớn nước, cho dù trọng lượng choán nước của nó nặng hơn 90 tấn Anh (91 t), và có một thành phần thủy thủ đoàn đầy đủ gồm 175 người, thay vì 145 người trên một chiếc lớp F tiêu chuẩn.

## Lịch sử hoạt động

### Hạm đội Nhà, 1939-1940
Hoạt động tại Khu vực Tiếp cận phía Tây, Faulknor đã tham gia vào việc đánh chìm các tàu ngầm Đức U-39 và U-27 vào tháng 9 năm 1939 và U-44 vào tháng 5 năm 1940, trong những đợt truy tìm bất thành các thiết giáp hạm Đức và khi hộ tống các đoàn tàu vận tải. Trong tháng 4 và tháng 5 năm 1940, nó được bố trí để hỗ trợ các hoạt động của Đồng Minh tại Narvik, phía Bắc Na Uy, tấn công các mục tiêu trên bờ và tuần tra chống tàu ngầm. Sau khi được sửa chữa vào tháng 6, nó cùng với chi hạm đội được điều sang Lực lượng H tại Gibraltar.

### Lực lượng H, 1940-1941
Vào tháng 7 năm 1940, Faulknor tham gia cuộc tấn công nhắm vào Hạm đội Pháp tại Mers-el-Kébir, rồi được bố trí cùng chi hạm đội để bảo vệ các tàu chiến tham gia nhiệm vụ hộ tống các đoàn tàu vận tải chuyển binh lính tăng cường và tiếp liệu đến đảo Malta đang bị bao vây. Các chiến dịch bao gồm: Chiến dịch MB8, Chiến dịch Collar, vốn dẫn đến Trận chiến mũi Spartivento bất phân thắng bại, Chiến dịch Excess và Chiến dịch Substance, cũng như các hoạt động tấn công các sân bay tại Sardinia. Từ tháng 8 đến tháng 10 năm 1940, Faulknor được cho tách ra để hỗ trợ cuộc đổ bộ của lực lượng Pháp Tự do lên Dakar trong Chiến dịch Menace, hỗ trợ các hoạt động tại Tây Phi trước khi quay trở lại Lực lượng H tại Gibraltar. Đến tháng 6 năm 1941, nó tham gia vào việc đánh chìm tàu ngầm U-138 và chặn bắt tàu tiếp liệu Đức SS Alstertor.

### Đại Tây Dương, 1941-1943
Đến tháng 8 năm 1941, Faulknor quay trở về Anh để sửa chữa tại Southampton, rồi quay lại cùng Hạm đội Nhà tại Scapa Flow vào tháng 11. Nó nằm trong thành phần hộ tống cho thiết giáp hạm Duke of York đưa Thủ tướng Winston Churchill đi gặp gỡ Tổng thống President Roosevelt trong cuộc Hội nghị Đại Tây Dương vào tháng 12 năm 1941.
Đến năm 1942, nó được bố trí cùng các đơn vị của Hạm đội Nhà để hộ tống các đoàn tàu vận tải đi sang Nga. Chúng bao gồm Đoàn tàu PQ 9/10 vào tháng 2, Đoàn tàu PQ 12 và PQ 13 vào tháng 3, Đoàn tàu PQ 14 và PQ 15 vào tháng 4, Đoàn tàu PQ 16 vào tháng 5 và Đoàn tàu PQ 17 vào tháng 6. Nó cũng tham gia những nỗ lực tấn công thiết giáp hạm Đức Tirpitz trong tháng 3. Đến tháng 7, Faulknor được tái trang bị tại một xưởng tàu ở Hull, nơi một dàn radar kiểm soát hỏa lực Kiểu 285 và một dàn radar cảnh báo Kiểu 286PQ được trang bị, pháo góc cao HA 3 in (76 mm) thay thế cho pháo 4,7 in (120 mm) ở vị trí X, và dàn ống phóng ngư lôi phía sau được tháo dỡ. Nó quay trở lại nhiệm vụ bảo vệ các đoàn tàu vận tải, hộ tống cho Đoàn tàu PQ 18 trong tháng 9 và đã đánh chìm tàu ngầm U-88 về phía Nam Spitsbergen. Sang tháng 10, nó hộ tống Đoàn tàu QP 15 quay trở về, và Đoàn tàu JW 51A vào tháng 12.
Những nhiệm vụ hộ tống vận tải lại tiếp nối trong năm 1943. Faulknor đã bảo vệ cho Đoàn tàu JW 52 trong tháng 1, Đoàn tàu JW 53 trong tháng 2 và Đoàn tàu RA 53 trong tháng 3. Sang tháng 4, nó cùng với Chi hạm đội được cho tách ra làm nhiệm vụ hộ tống các đoàn tàu vận tải tại Bắc Đại Tây Dương như là Đội hộ tống 4, bảo vệ các đoàn tàu HX 234, SC 127, ONS 6, ONS 182 và HX 239.

### Địa Trung Hải và biển Aegea, 1943-1944
Vào tháng 6 năm 1943, Faulknor gia nhập trở lại Chi hạm đội Khu trục 8 cho những hoạt động hạm đội tại Địa Trung Hải. Nó đi đến Alexandria vào ngày 5 tháng 7 để hỗ trợ cho Chiến dịch Husky, cuộc đổ bộ của Đồng Minh lên Sicily, phục vụ trong thành phần hộ tống cho lực lượng bảo vệ trong biển Ionia bao gồm hai tàu sân bay, ba thiết giáp hạm, bốn tàu tuần dương và 17 tàu khu trục Đồng Minh khác. Sau khi hoạt động tuần tra và hộ tống trong tháng 8, nó cùng tàu tàu khu trục thuộc các chi hạm đội 4, 8 và 24 hỗ trợ cho Chiến dịch Baytown, cuộc đổ bộ của Đồng Minh lên Ý cũng như trong Chiến dịch Avalanche lên Salerno. Sau đó nó được cho tách ra cùng một số tàu khu trục để hộ tống Hạm đội Ý đi Alexandria ngang qua Malta, rồi chuyển sang khu vực Đông Địa Trung Hải hỗ trợ các hoạt động phòng thủ trong biển Aegea. Nó đã chuyển binh lính đến Leros, tuần tra, đánh chìm nhiều tàu hàng và tàu đổ bộ đối phương, tiến hành bắn phá các mục tiêu trên bờ trước khi chiến dịch được hủy bỏ vào tháng 11.
Sang tháng 12, Faulknor hỗ trợ các hoạt động quân sự dọc theo bờ biển phía Tây nước Ý, hộ tống các tàu đổ bộ Royal Ulsterman và Princess Beatrix cùng Đội biệt kích 9 cho Chiến dịch Partridge, một cuộc đổ bộ lên phía Bắc Garigliano, rồi tiến hành các hoạt động bắn phá nghi binh. Vào tháng 1 năm 1944, nó tham gia Chiến dịch Shingle, cuộc đổ bộ lên Anzio, cung cấp hỏa lực hải pháo hỗ trợ và phòng không cho đợt đổ bộ đầu tiên, rồi tuần tra và hộ tống cho đến tháng 3.

### Normandy và vùng eo biển Manche, 1944-1945
Vào tháng 4 năm 1944, Faulknor quay trở về Scapa Flow chuẩn bị cho Chiến dịch Neptune trong khuôn khổ cuộc đổ bộ Normandy; tham gia cùng mười tàu khu trục khác thuộc Lực lượng J của Lực lượng đặc nhiệm phía Đông, và được giao nhiệm vụ tấn công hệ thống phòng thủ các bãi về phía Tây La Riviere. Vào ngày 27 tháng 4, nó lên đường đi Solent để thực tập. Nó khởi hành đi Normandy vào ngày 4 tháng 6, nhưng được gọi quay trở lại khi chiến dịch bị trì hoãn 24 giờ. Đến ngày 5 tháng 6, nó khởi hành cùng với đoàn tàu J1, và vào sáng ngày 6 tháng 6, nó bắn pháo hỗ trợ ngoài khơi bãi Juno, quay trở về Portmouth để tiếp đạn cuối ngày hôm đó. Đến ngày 7 tháng 6, nó quay trở lại Normandy cùng với tướng Sir Bernard Law Montgomery, tư lệnh Lực lượng đổ bộ Đồng Minh vào giai đoạn đầu của cuộc tấn công, để được chuyển đến bãi đổ bộ thiết lập sở chỉ huy chiến thuật của mình. Sau đó nó được bố trí hoạt động tuần tra, phòng không và vận chuyển. Đến ngày 24 tháng 6, từ Portmouth, nó đưa Thứ trưởng Hải quân, Thủy sư đô đốc Andrew Cunningham, các đô đốc Algernon Willis và Cecil Harcourt cùng Nam tước Beaverbrook đi thị sát khu vực đổ bộ. Hoạt động như là soái hạm của đô đốc Bertram Ramsay, Faulknor đón nhận cuộc thị sát của đô đốc Alan G. Kirk, tư lệnh lực lượng Hải quân Hoa Kỳ. Nó quay trở về Portmouth cùng các hành khách ngay ngày hôm đó.
Faulknor được cho rời khỏi nhiệm sở vào tháng 7, và lên đường đi đến Grimsby để sửa chữa. Đến tháng 9, nó được bố trí cho hoạt động hỗ trợ và bảo vệ vận tải tại vùng eo biển Manche, và đến tháng 10 gia nhập Đội hộ tống 14 tại Milford Haven để hoạt động tại vùng biển Ireland, eo biển Manche và Khu vực tiếp cận Tây Nam. Sang tháng 12, nó gia nhập Chi hạm đội Khu trục 8 được tái thành lập tại Plymouth, và được bố trí hộ tống các đoàn tàu vận tải vượt eo biển. Vào ngày 8 tháng 5 năm 1945, nó tiếp nhận sự đầu hàng của lực lượng Đức đồn trú tại Saint Peter Port, Guernsey, và vào ngày 17 tháng 5 đã hộ tống sáu tàu quét mìn và hai tàu tuần tra Đức đầu hàng đi sang Anh. Đến ngày 6 tháng 6, nó hộ tống cho tàu tuần dương Jamaica đưa Vua George VI viếng thăm quần đảo Channel.

### Ngừng hoạt động và loại bỏ, 1945-1946
Vào tháng 7 năm 1945, Faulknor được đưa về lực lượng dự bị tại Plymouth, rồi đi đến Dartmouth để được cho xuất biên chế tại đây vào ngày 25 tháng 7. Nó được đưa vào danh sách loại bỏ vào tháng 12 năm 1945, và bị bán vào ngày 21 tháng 1 năm 1946 cho hãng British Iron & Steel Corporation (BISCO) để được tháo dỡ bởi xưởng T.W. Ward ở Milford Haven. Sau khi tháo gỡ thiết bị tại Plymouth vào tháng 3, con tàu được kéo đến xưởng tháo dỡ và bắt đầu tháo dỡ từ ngày 4 tháng 4 năm 1946.